# Волжка България
Волжка България (на руски: Волжская Булгария), също Волжко-Камска България (на руски: Волжско-Камская Булгария) или Итилска България (на татарски: Идел Болгары; на чувашки: Атӑлçи́ Пӑлха́р), са названия, ползвани в историографията, за означаване на средновековна прабългарска държава от VII до ХІІІ век, основана от прабългарите на Котраг, обхващала територията около сливането на реките Волга (Итил) и Кама.
В днешно време земите на тази държава принадлежат на Руската федерация, попадайки в нейния Приволжки федерален окръг. Според представителите на движението прабългаризъм наследници на тази прабългарска държава са днешните републики Чувашия и Татарстан, като в последната движението има за цел промяна на името на републиката.

## География
Земите на Волжка България изобилстват от реки. Най-голямата от тях е Волга. Тя навлиза в територията на държавата в средното си течение. Използва се като търговски път до Каспийско море. На територията на държавата се намират и много от притоците на реката, като най-известен от тях е река Кама. Поради факта, че реката минава през средата на Волжка България, държавата се нарича и Волжко-Камска България. Други големи реки са Урал, Печора, Хопер, Миас и други.
В източната част на Волжка България се намира планината Урал, която разделя континентите Европа и Азия. Тя играе ролята на преграда за студените въздушни маси от Азия, което прави климата в страната сравнително мек. В северните райони, където започва тундрата, климатът е студен и през по-голямата част от годината земята е заледена. Тази област е богата на торф. Южните части между Урал и Каспийско море представляват обширна степ, което става предпоставка за развитието на животновъдството. Поради голямата си територия, климатът във Волжка България варира. На юг е горещ, в централните части е умерено-континентален, а в северните – студен.
Голяма част от територията на държавата е заета от гори. Релефът е равнинен, като хълмовете стигат до 400 м надморска височина. Почвите в по-голямата си част са черноземни, богати на хумус и много плодородни. Според руските летописци руските княжества редовно са внасяли жито от Волжка България.
Според Очерки истории СССР – с древнейших времен до наших дней: „През XII в. влиянието на тази голяма държава в Поволжието се разпространило над всички северни племена, живеещи близо до Ледовития океан и на юг – върху народите в Средното и Южното Поволжие.“.

## История

### Раннобългарски езически период (VIII – X в.)
Първите данни за Волжка България дължим на арабските географи от IX век – Хорезми и Ибн Хураздбих, а най-подробен е писалият на арабски език персиец Ибн Руста (началото на X век). Те отбелязват, че прабългарите живеят в гористи местности, нямат изградена държавност и сред тях е проникнал ислямът. Населението на страната се състои от различни племена: прабългари, барсили, есегели, савири, баранджари. Интересни съобщения за прабългарите предава арабският пътешественик Ал-Масуди: „Градът Булгар е разположен на брега на морето Майутис. Виждам, че те са в седмия климат, те са от типа на тюрките. Керваните пристигат в страната им от Хорезм, минавайки през Хорасан или от Хорезм при тях. Но тъй като пътят им пресича становете на други тюрки са принудени да конвоират керваните си“.
Волжка България е поликултурен субект. Тя е съставена от племената кутригури (котраги), савари (савири), барсили (берсули), есегели, както и от билярите, които основават град Биляр. Градовете Болгар, Биляр и Сувар са градове – столици, на поликултурната държава. Много археологически находки свидетелстват, че по долината на Средна Волга е имало и арменци. Вероятно те са се озовали във Волжка България след гонения от арабите през 852 г. Тогава вълни от арменци – имигранти се устремяват към Хазария, Византия и Волжка България. Силно представени са и хорезмийците.
Некрополните паметници говорят за слабо присъствие на заварената култура. В материалите на прабългарите има съвсем малък отглас от културата на фините. Мордовската култура пък е пренесена най-вече чрез отделни елементи от конно снаряжение, коланни гарнитури и въоръжение сходни с прабългарските. Това се дължи на досега на местната култура с прабългаро-салтовската култура, част от която са и волжките прабългари. През целия VII в. те се сблъскват и с представители на именковската култура. Т.нар. гробове от новинковски тип се отнасят към втората половина на VII-нач. на VIII в. но не и по-късно. Те се делят най--общо на две големи групи – с източна и северна ориентация. В женските гробове се откриват различни украшения – медальони, златни и бронзови обици, както и мъниста, какво са разкрити в гробовете на ломатовската култура, оставена според изследователите от есегелите За мъжките гробове пък са по-характерни коланни гарнитури, саби, накрайници на копия, костени и желедници накрайници на стрели, сложносъставен лък и пр.
Особен интерес представляват открити костени пластини в една от могилите край с. Шиловка, на които са изобразени два сражаващи се дракона, а в краката им има зайци, както и ловна сцена (борба на човек с мечка). През втората половина на VIII в. по поречието на Горна Волга и Долна Кама се настаняват маджарите. Първоначално между тях и прабългарите припламват конфликти, но от IX нататък двата етноса започват да се смесват както е видно от Танкеевският некропол. В началото на X в. в гробовете на волжките българи се засилва аланския елемент – вероятно на засилена миграция от Горен Дон и Приазовие в резултат на действията на хазарите.
Георги Владимиров счита, че макар в основата си населението да е тюркоезично и да притежава определени тюркоезични характеристики ще бъде грешка ако го причислим изцяло към този етнос. Подобно заключение не може да се намери също така и в изворите за споменатия период. Дори напротив – когато арабски или персийски източници описват волжките българи те ги отличават от тюркоезичното население. Арабският автор Ал Димашки описва посещение на волжките прабългари в Мека. Тяхното мнение било че „ние сме народ роден между тюрки и сакалиби“. Даденият цитат показва, че те се смятат за отделни и от двата споменати етноса. През периода VIII – X в. Волкжо-Камска България е васална на Хазарския каганат и е подложена на допълнителна тюркизация. Като има предвид всички тези факти Владимиров забелязва, че тюркският елемент присъства във Волжка България, но той не е изначално присъщ на създателите ѝ – прабългарите– кутригури. Нещо повече – едно от племената участващи в конституирането на новата държава – савирите (които създават гр. Савир), са с подчертано хунски произход; друго от основните племена в новата държава се нарича сакалиби, т.е. „белолики“.

### Домонголски ислямски период (X – средата на XIII в.)
Страната става независима едва след като отхвърля васалната си зависимост от Хазарския каганат в края на IX или началото на X век. През 10 век волжките прабългари разширяват владението си като завладяват няколко фински племена и установяват търговски и дипломатически връзки с русите. Главните градове са Болгар и Сувар, между които, с развитието им като икономически и политически центрове, възниква борба за политическо надмощие. В крайна сметка тя е спечелена от гр. Болгар. По същото време започва и централизацията на Волжка България, което дава тласък към нейното ускорено развитие и международно признание. Обикновено учените считат, че през 922 г. волжките прабългари, начело със своя владетел Алмиш ибн Шилки (от тази година –емир) приемат исляма от арабите. Това е описано от арабския пътешественик Ибн Фадлан в книгата „Трактат“, който разказва как волжко-българския цар моли емира на правоверните ал Муктадир да го посвети в религията, да го обучи на истинските закони и да му построи джамия, в която да се моли. Това споменаване на волжко-български цар (впоследствие емир), е едно доказателство, че по това време във Волжка България има изградена монархия. В същото време Георги Владимиров отчита, че според арабските извори, от още през 907 г. във Волжка България вече има доста хора, които изповядват исляма. Според него може да се говори за първа вълна от края на IX в. и впоследствие втора вълна – с действията на Алмиш. Според някои източници след приемането на исляма във Волжка България са сечени сребърни монети. Монетите са сечени в градовете Болгар и Сувар като последните монети се датират от 387 г. по мюсюлманския календар (997/998 от н.е.). Дирхами от периода на Михаил ибн Джафар и Мумин ибн Хасан се пазят в Ермитажа. Владимиров също открива наличие, на сребърни монети с лика на съответният волжки владетел и ирански емир, но те са от много по-долен период – от 907 г., което е в подкрепа на неговата теза, че ислямизацията е започнала още от по-рано.

#### Липса на безспорни доказателства за наличие на тенгризъм (VIII – XIII в.)
Любопитно е отсъствието на доказателства, че волжките прабългари са почитали бог Тенгри/Тангра. Най-ранното доказателство за съществуването на етнонима „Тенгри“ във волжките земи датира чак от XIII – XIV в. По това време куманското, както и монголското влияние, в тези земи вече е било несъмнено. В Поволожието не се срещат езическите капища, характерни за горното поречие на р. Дунав, нито пък комплекси от типа на Мадарския конник. За целия период VIII – X в. изключенията са само две: светилището Шолом, край Болгар (съществувало до X в.), което обаче е принадлежало на завареното население, а не на придошлото; и Тигашевскското градище – светилище (X – XI в.) в днешна Чувашия. Не по-малко любопитно е, че по паметниците по Волга, отсъства така характерната за земите по Горни Дунав лигатура IYI, която според някои изследователи е символ на бог Тенгри. Все пак следва да се отбележи, че населението на Волжка България е мултикултурно и много от обреди, вярвания и т.н. на отделните етнически групи са асимилирани и/или трансформирани. Като се имат предвид всички тези факти Г. Владимиров счита, че към всякакви сравнения между Дунавска и Волжка България следва да се подхожда безкрайно предпазливо, а в повечето случаи те са дори нежелателни.

#### Мисия на Ахмед ибн Фадлан през 922. Признаване на исляма за официална религия.
Изповядваният от волжките прабългари ислям притежава т.нар. средноазиатски характеристики. Той е разновидност на ханафитският ислям, характерен с либерални традиции и веротърпимост. Ханафитският ислям е силно застъпен в територията на Саманидите, със столица Булхара. Самият Ибн Фадлан с учудване отбелязва, че волжките прабългари имат „двойна молитва“. В нея името на халифа не се споменава, а това е присъщо за ханафитите. Намерена монета (сребърен дирхем с имената на багдадския халиф Муктадир Биляр (908 -932) и саманидския емир Наср бин Ахмед) в землището на гр. Сувар от първата половина на X в. също свидетелства за близка връзка на Саманидите с волжките прабългари.
Също така е намерена монета на която са отбелязани имената както на емир Алмиш ибн Шилки, така и на саманидския халиф Илам ибн Ахмед (892 – 907). Това сочи, че най-късно към 907 ислямът вече е бил разпространен в земите на Волжка България. Останки от най-старата дървена джамия, датирана към втората половина на IX в., също сочат по-ранна вълна на ислям. Според Г. Владимиров, „дипломатическата мисия“ на Ибн Фадлан през 922 не е с цел ислямизация. Той счита, че по-вероятно нейна задача е а да привлече прабългарите към „багдадския клон“ на исляма; също така Багдадският халифат установява трайни дипломатически отношения с новия център на исляма.
Ако се вярва на едно старо предание, волжко-българският владетел (Алмиш) и съпругата му се разболели тежко. Според това предание хекиминът, който дошъл поставил като изрично условие, да приемат исляма. Ако това бъде направено той щял да ги излекува. След като Алмиш и съпругата му били излекувани, техният сюзерен – хазарският цар се разгневил на вестта за приемането на исляма и тръгнал с войска срещу тях. Лечителят посъветвал волжките прабългари да се молят на Аллах и те победили. Това предание има романтичен, апокрифен и идеологическо-религиозен характер. Дори Алмиш да е имал лични мотиви за решението си да официализира исляма, твърде вероятно е държавните мотиви да са водещи за него. Приемането на исляма във Волжка България се извършва поетапно и безконфликтно. Този факт проличава и в археологическите паметници – в некрополите от втората половина на X в. се наблюдават характерни за епохата черти, които в началото на XI в постепенно са заменени с мюсюлмански.
Вероятно причината е и веротърпимостта на кутригурите/котрагите, която е характерна за ханафитския ислям. Ханафиският ислям толерира всички местни порядки, ако те не са в директен конфликт с Корана. Ахмед ибн Фадлан отбелязва, че при волжките прабългари има „свободни хора“, които не изповядват мюсюлманската вяра, и прабългарите-мюсюлмани проявяват толерантност към тях. Сред тази „свободни хора“ е и племето на савирите, които първоначално са противници на новата вяра. Впоследствие те се превръщат в нейни ревностни последователи. В изворите засягащи волжките прабългари липсват каквито и да било сблъсъци на религиозна основа и провеждане на „джихад“. Същевременно Волжка България е посетена от доста пътешественици и мисионери – Ахмед ибн Фадлан, Абу Хамид ал-Гарнати (на два пъти през XII в.) и доминиканският монах Юлиян (през XIII век) пратен с мисия, да търси унгарската прародина на изток. Техните впечатления са ценен източник за нас. Изворите свидетелстват за външнополитическа стабилност и активна търговия.

#### Външна политика. Отношения с Киевска Рус и Багдадския халифат (X – XIII в.)
Изворите сочат, че западането на Хазарския каганат през втората половина на X век се отразява благоприятно на Волжка България. Приемането на исляма за държавна религия спомага за бързото развитие. Кутригури, савири, есегели и барсили бързо се обединяват в един хомогенен етнос. Волжка България разширява територията си по течението на Волга, неин протекторат става дори големият град Саксин по устието на реката. Съседните народи, например башкирите, признават волжко-българската власт и впоследствие са асимилирани.
През VIII и IX век варяги пътуват до Волжка България и търгуват с нея (вж. Волжки търговски път). Волжка България просъществува до XIII век, когато въпреки решителната победа в т.нар. „Овнешка битка“ в крайна сметка е разрушена от набезите на монголо-татарите. Държавата се разделя на няколко васални, но постоянно бунтуващи се прабългарски княжества и става част от Златната орда. Според хрониките „Джагфар Тарихи“ на Бахши Иман от XVII век, чиято достоверност се поставя под съмнение от съвременните учени, Волжка България става траен васал на монголите и нейните войски участват в походите на Бату в Полша, Великото литовско княжество и Унгария.
Макар изворите да са малко, видно е, че отношенията на Волжка България с Киевска Рус преминават през сложни етапи. Първоначално те имат мирни отношения. Постепенно Киевска Рус започва да вижда в своя съсед опасен съперник. Волжка България е тежко засегната от източния поход на княз Светослав I (964 – 969). През 977, 985, 994 и 997 русите организират походи срещу волжките прабългари. При похода през 985 княз Владимир се обединява с тюрките (огузи). След похода  пощадява своите противници и има клетви за вечен мир и приятелство. Съществуват обаче сведения, че прабългарите са откупили мира с много дарове.
През 80-те години на X в. е изпратена дипломатическа мисия до княза, като волжките прабългари му предлагат да приеме исляма. Той първоначално е заинтересован, особено когато научава за полигамията. Впоследствие разбира, че трябва да се обреже и да спре пиенето на вино и размисля. Скоро след това приема християнството. 
През 1006 във Волжка България пристига пратеничество на княз Владимир за специален търговски договор. Волжко-българите се сдобиват с „печати“ с цел свободен търговски обмен на територията на княжеството. На свой ред руските търговци получават такива „печати“ за безпрепятствен достъп до волжко-българските тържища и пазари. Този договор явно е валиден дълго време, въпреки конфликтите между прабългари и руси. На два пъти волжките прабългари се намесват в критични ситуации и спасяват русите от глад през 1024 и 1229, използвайки прочутото волжко-българско жито. Все пак походите на руснаците срещу Волжка България периодично се активизират. През 1120 Юрий Долгорукий се обединява с половците (кипчаците) и организира поход срещу Волжка България. През 1186 Всеволод III вдига войската си срещу волжките прабългари, но не постига трайни успехи. В резултат на тези нестихващи нападения, в средата на XII в. столицата е преместена от Болгар в Биляр.
Обособяването на Владимиро-Суздалското княжество през XII в. на свой ред води до стълкновения с волжките българи. През 1088 прабългарите обсаждат Муромското градище, а пред 1107 – Суздал. На свой ред русите организират няколко нови похода срещу Волжка България. Особено непримирим е владимиро-суздалският княз Андрей I Боголюбский (1169 – 1175). За него източниците твърдят, че станал жертва на съпругата си, която била от волжко-български произход. Следват периоди на походи на Киевска Рус, насочени срещу Волжко-Камска България. Те се редуват с периоди на мир между двете държави. Същевременно волжките прабългари поддържат и дипломатически отношения с арабите. Началото е поставено с дипломатическите отношения с двора на Багдадския халиф през 922 г. Персийският автор Бейхаки пък разказва в 1024/1025 как волжко-българският емир Ибрахим ибн Мухамед изпратил пари и подаръци на господаря на Хорасан, с цел построяването на две джамии. Очевидно въвеждането на Волжка България я превръща в активен член на мюсюлманската общност.

#### Писменост и просвещение на волжките прабългари (X – XIII в.) Северната Мека.
Наличието на активна търговска и дипломатическа дейност предполага утвърждаването на единна писменост сред волжките прабългари. Тя от своя страна спомага за наличието на единен език и литература. Волжко-българската култура от домонголския период (X – средата на XIII в) е писмена. До официалното приемане на исляма е използвана руническа писменост от севернокавказки древнобългарски вариант. Следи от такъв тип писменост са открити в некрополи по Средна Волга. Върху керамиката, разкрита в Билярското градище, са открити повече от 20 рунически знаци. Същевременно има данни, че прабългарите са използвали арабската писменост писменост още преди въвеждането на исляма като официална религия (успоредно с руническата писменост). Върху костна пластинка, намерена край Измекерското селище и датирана VIII – X век е открит надпис с арабска писменост. На него се разчитат думите „Благословение“ и „В името на Аллах, милостивия, милосърдния…“ Този надпис е поредното свидетелство за ранните контакти, между прабългари и араби. Руническата писменост продължава да съществува и след X век арабският летописец Ибн ан-Надим, отбелязва, че волжките прабългари, също като тибетците, ползвали „манихейската и китайската писменост.
Успоредното използване на различни писмености не е необичайно – например, в надписа на княз Персиян II в Михайловац са открити следи както от кирилица така и от руническа писменост. Съществуват и други такива паметници – с комбинирана писменост – на волжките и дунавските прабългари през периода X – XI век. Любопитно е, че във Волжка България грамотността е била на високо ниво. Волжка България ражда астрономи (техни предци създават дванадесетмесечният лунен календар), лекари и пр. Запазени са сведения как един волжко-български учен се занимава с астрономически наблюдения, на повече от 700 версти северно от Болгар. Стремежът към познание е отразен и от Ахмед ибн Фадлан „Научих ги (Талуд и семейството му) как да изричат „Хвала на Аллаха“ и да изричат „Той е единствен“ и радостта му от тези две сури бе по-голяма, отколкото радостта му ако бе станал цар“.
Персийският пътешественик Ибн Руста, съобщава, че през X в. на територията на Волжка България има начални училища, от религиозен характер. В същото време в столицата Болгар има голямо медресе, в което се преподават и светски науки. Там се обучават известни за времето си учени – ходжа Ахмед ал Булгари, Абул Гали ал Булгари и дори знаменитият за XII в. поет Сюлейман ибн Дауд ал-Саксин. Тук завършва обучението си и първият известен волжко-български историк – Якуб Нутман ал-Булгари, написал „История на Болгар“, която за съжаление не е запазена, до наши дни.
Наред с астрономията и медицината важно място във Волжка България заема и богословието. Ходжа Ахмед ал Булгари е прочут волжко-български улем, който впоследствие става духовен наставник на бъдещия султан Махмуд Газневи.
Волжко-българската книжнина също бележи подем. Сюлейман ибн Дауд създава прекрасни поеми като „Цветята в градината“, „Сказания за чудесата“ и пр., а Кул Гали създава своето прочуто произведение „Сказание за Юсуф“, което е широко разпространено сред мюсюлманите. Други известни богослови и философи са Бурхан ибн Юсуф с неговата „Адаб“/“Етика“, както и Иссари с неговото произведение „Риторика“.
Многобройните астрономи, лечители, философи, богослови и поети донасят на Волжка България прозвището „Северна Мека“. Няма да е пресилено, ако сравним превръщането на Волжка България от X. с тези от Дунавска България през същия век в културен (книжовен) и религиозен център.. И двете Българии – веднага след навлизането на новата религия – бързо бележат подем и впоследствие се радват на международно признание. За Дунавска България този катализатор е налагането на християнството, а за Волжка България – исляма.

### Монголски период (средата на XIII в. – средата на XV в.)
През 1223 г. руско-куманската конница е разгромена от монголите в битката при р. Калка и те нахлуват в земите на волжките прабългари. Същата година прабългарите се съюзяват с маджарите, и дават прочутата „Овнешка битка“, край Самара. В нея те разгромяват монголските татари. Като косвен резултат от битката куманските отряди са изтласкани от прилежащите им степи. Прави впечатление, че от 1218 до 1429 волжките прабългари не организират нито един поход срещу русите. Това им поведение обаче не среща отклик. През 1220 г. владимиро-суздалкият княз Юрий II Всеволодович застава начело на голяма обединена руска коалиция и нахлува в пределите на Волжка България, като я опустошава. През 1229 г. Волжка България спасява от глад русите. През 1232 г. армия от 30 000 монголци, предвождана от Субадай нахлува във волжко-българските земи и ги принуждава да воюват далеч в Източна Азия. През същата година прабългарите пращат пратеници до Киевска Рус. Юрий Всеволодович обаче удобно „забравя“ оказаната наскоро помощ, надменно отхвърля съюза. Впоследствие русите организират нови походи срещу волжките прабългари, възползвайки се от нейната слабост. През 1236-те г. монголите решават окончателно да подчинят Волжка България. Според летописци, пред пролетта на същата година, хан Бату потегля начело на 500 000 армия. Дори и цифрите да са пресилени, е видно, че монголците многократно превишават 50 000 волжко-българска армия. Само към столицата Биляр се насочват над 300 000 монголи. Биляр се съпротивлява упорито на обсадата. Прабългарите прилагат всичките си умения във фортификационното изкуство. През есента монголите прибягват до хитрост. Те хващат стотици гълъби, завързват парцалчета за краката им и запалват парцалчетата. Гълъбите кацат по сламените покриви на билярските постройки и те пламват. Защитниците веднага изоставят постовете си и се захващат да гасят пожара, а монголите се възползват от ситуацията. Те превземат Биляр и го опустошават. За голямата съсипия в тези земи свидетелства и Лаврентиевата летопис. През 1238 г. следват бунтове на емирите Баян и Джику срещу завоевателя. Въстанието е смазано. Нови опити за въстание има през 40-те години на 13 в. – също неуспешно. Големи групи от волжки прабългари се изселват във Владимир-Суздалското княжество именно през този период – 1243 г – се обособява Златната орда. През 50-те година на XIII в. град Болгар е превърнат в лятна резиденция на хановете на Златната орда. През 60-те години на века, с постепенно навлизане на исляма сред монголо-татарите се създава политическа стабилност във волжките землища, а търговията се възстановява. Появяват се прабългарски монети с името на монголския хан. През 1277 – 1278 има нов опит за въстание срещу окупаторите – също неуспешен.
Изглежда, че все пак волжко-българските земи значително време след завладяването от Златната орда са съхранили някаква автономия. През 1330 г. Ал-Омари разказва за българско пратеничество изпратено в мамелюкски Египет от „повелителя на савири и българи“, който му предложил приятелството си и молел „за меч и знаме, с които да побеждава своите врагове“ Болгар е засегнат от чумната епидемия през 40-те години. Сепаратиските тенденции от 60-те години на XIV подпомагат оформянето на Болгарският, Казанския и Жукотинският емирати. Населението се завръща в старите си местообитанания. Тези тенденции обаче имат и отрицателен ефект – повяват се златоордински банди, както и новгородски речни разбойници, които периодично ограбват градовете в тези землища
В началото на XIV в. мисионери посещават териториите на някогашната Волжка България. През 20-те години на XIV в. тези земи са посетени от францисканския монах Йохан, който търси прародината на Унгария; през 30-те години Ибн Батута и Йосиф Барбаро посещават тези земи

#### Монетосечене
Намерена е монета на която са отбелязани имената, както на емир Алмиш ибн Шилки (? - 928), така и на саманидския халиф Илам ибн Ахмед (892 – 907). Тя се пази в Ермитажа. Там се пази и златен дирхам от периода на Михаил ибн Джафар (928 – 943). Също така са открити емисии на монети отсечени през 80-те г. на XIII век във волжко-българската столица Биляр . Богати находки на медни и сребърни монети от волжко-българското землище, са разкрити в периода XIII – XIV в., който говорят за възловата роля на волжките прабългари, като съставна част от Монголската държава. Сред любопитните находки от този период е една емисия, изсечена около края XIII и началото на XIV в. В нея има зодиакални мотиви (Козирог, Стрелец, Риба) съчетани с индийски мотиви. Тази монета свидетелства за астрономически познания на волжките прабългари съчетани с централноазиатски и източно азиатско мотиви. Не по-малко категорични са изкуствоведите – през монголския период в землищата на Волжка България се развива керамиката, ювелирните изкуства и металообработването.

#### Архитектура на Волжка България (XIII – XIV в.)
Водещата роля на гр. Болгар през периода XIII – XIV век се отразява и на градския му облик. Сред по-видните архитектурни паметници достигнали до нас през тази епоха интерес са Черната (съдебната) палата, Малкото минаре, Голямото минаре, останките от Главната джамия (т.нар „четириъгълник“), Гръцката палата, владетелските гробници и постройките за обществени бани. В тяхното планиране и стилово изпълнение личат различни влияния – от близкоизточен, средноазиатски, кавказки, селджукски и дори – египетски произход – убедително свидетелство за синкретичната култура в златоординския Болгар

## Обичаи и бит на волжките прабългари
Според арабския пътешественик Ахмед ибн Фадлан волжко-камските прабългари се занимават предимно със земеделие – отглеждат зърнени култури, занимават се с пчеларство, пивоварство и др. Животновъдството също е развито – отглеждат се овце, кози, коне и др. Характерни за трапезата на прабългарите според Ахмед ибн Фадлан са конското месо и просото, като конско месо ядат повече мъжете, а просо – жените. Също така в характерната им гозба присъстват ечемика, пилешкото и козешкото месо, а също и меда от който правят медовина, която е прочута навред. Любопитно е, че според арабският пътешественик прабългарите били известни с високата си хигиена. Това е сериозна отлика между тях и повечето мюсюлмански народи, които ги обкръжават, а дори и от русите. Освен това са развити търговията и занаятите. Техните средища са основно в два града – Биляр и Сувар. Болгар остава по-скоро политически, отколкото търговски център, тъй като той е престолния град. Най-разпространени занаяти са кожарството, дърводелството и металообработването. Волжка България поддържа търговски връзки с Киевска Рус, Китай, Византия, Абасидският халифат, Средна Азия и Западна Европа. През началото на 12 век се водят битки с руските князе за запазването на надмощие в Поволожието.
Населението на Волжка България възприема кипчакския език, който е разпространен сред представителите на Златната орда, след като те се смесват с жителите на тази държава. Златната орда се състои от различни кипчакски племена, но също и от малка част монголи.
Открити са над 2000 волжко-български паметници от X – XIV в., от които около 900 селища и 190 городища (укрепени селища), от които 700 селища и 170 городища са от предмонголския период. Паметниците са главно на територията на съвременния Татарстан, както и на Уляновска (200), Самарска (160) Пензенска (70) области и Чувашия (70).
```
Мъжете и жените се къпят заедно в реките и изневярата е забранена от закона. Въпреки че почти няма доказателства за мъж и жена, които се къпят заедно. Също така има дори информация, че някои жени получават по-голямо наследство от мъжете. Жените са изкусни ездачи и стрелци с лък и освен всичко друго шият скъпи платове. Но дори и сред волжките българи съществува разделение на "мъжки" и "женски" дейности - мъжете изпълняват военни задължения, а жените са господарки и пазителки на семейното огнище.
[
50
]
```

Големите градски центрове са имали бани, водоснабдителни съоръжения, дори обществени тоалетни. Обществените бани са се използвали включително и за лечебни цели. Във Волжка България са знаели за възможно заразяване с инфекциозни болести чрез контакт  Волжка България става известна със своите културни и просветни центрове, т.к както и високо развитата си образователна система, и учени образовани в мактаби и медресета. До 11 век в столицата на България Биляр там са били професионални лекари. Един от волжкобългарските учени е Бурханеддин Ибрахим Юсуф ел-Булгари написал справочник за лекарства. 

## Население
Населението на Волжка България е силно смесено в етническо отношение, като освен прабългарите са известни и няколко други обособени етнически групи. Изглежда, че още при заселването на прабългарите, те са придружавани от част от савирите и барсилите, чието име носи една от трите области на Волжка България. Някои източници споменават и етническата група билири, с които може би е свързано името на града Биляр. Археологически данни сочат за заселване в средното Поволжие, едновременно с това на прабългарите, и на представители на Именковската култура, свързвана със славяните. Множество находки потвърждават и наличието на голям брой арменски и хорезмийски колонии във Волжка България. Билярите са характерни с високото си ювелирно изкуство. Те изработват прекрасни златни и сребърни накити (обици, огърлиета, пръстени, гривни), които се ценят високо на тържищата в Биляр и Сувар. Орнаметиката е подчинена на арабската стилизация, но в много от ювелирните изображения на изкуството на волжките прабългари са вплетени кон, дракон, барс или друго свещено животно. Особено популярно е златно женско украшение – патица, с късче земя в човката. Металургията в Биляр е добре развита. Вероятно поради големината си Биляр е наричан от в руските летописи „Великият град“. За сравнение – Париж към XIV в. има площ от 439 ха, Болоня 420 ха, Милано – 234 ха, Неапол и Лондон 200 ха.….а Биляр – 800 ха. Той е офоромен във вписани в един в друг правоъгълници. Само Външният град, е бил 374 ха, Вътрешният – 116 ха, а отделно пред валовете на Външният град е имало дълбок защитен ров, с дължина 11 км.
Савирите идват от западен Сибир, откъдето се преселват (настоящите обитания на савирите са в земите на Дагестан). През VII в., те са приобщени към Волжката държава. Савирите са едно от най-влиятелните племена в нея. Впоследствие през X в. савирите създават Суварското княжество, което за няколко десетилетия играе важна роля в региона. То дори сече собствени монети (преди да бъдат повторно завладяно и окончателно асимилирано от Волжка България.)

## Маргинални теории
Някои прабългаристки псевдоисторици развиват теорията за континуитета между Волжка България и съвременните Татарстан и Чувашия. Според тях упадъкът на Златната орда води до постепенно разпадане на монголо-татарската империя и образуване на нови държави. През 1361 хан Балат Тимур завладява земите на Волжка България и се превръща в независим владетел. През 1370 – 1376 в тези земи царува Хасан/Осан. През първите десетилетия на XV век на територията на Волжка България израства Казанското ханство. Всъщност някои учени правят извода че „от Златната орда“ отпада Волжко-българското ханство, повече известно като Казанско ханство. Появата на тази „татарска“ държава обикновено се свързва с Улуг-Мохамед, който превзема Казан през 1437 – 1439. Новата столица е наречена Болгар Ал Джадид (Нови Болгар). Макар първите владетели да са от татарски произход постепенно държавата наследява традициите на Волжка България. Когато разказват за Казанското ханство летописците често отбелязват „българите, които наричат и казанци“, „българските князе“, „българските граници“, „казанците, които са старите българи“ и пр. След поредица военни походи Иван IV Грозний в 1552 г. превръща Казан в гробищен град. Според руския историк Н. М. Карамзин (История государства Российского, Москва, 1991 тираж 100 000): „...Вече около пет седмици русите стояха под Казан и убиваха излизащити от града не по-малко от десет хиляди неприятели,.. Никой не се предаде жив, спасиха се малко... ранените... Градът беше завзет.. убиваха всички които се намираха, в домовете, или в ямите; вземаха в плен жени, деца или чиновници...сечта престана но кръвта се лееше... Царския дворец, улиците, крепостните стени и дълбоките ровове бяха запълнени с мъртви.. тела се носеха по реката...“ (т. VIII, стр. 212). В началото на XVI век Казан е принуден да признае върховенството на Москва, а великият княз Василий III прибавя към титлата си и формулата „княз български“ и тя се съхранява чак до края на руските царе през 1917 г.

## Изследвания
- Чолов, Петър. Волжка България VII-XVI век.   София, ИК Кама, 2008. ISBN 978-954-9890-84-6.
- Владимиров, Георги. Казанското ханство.   София, Тангра ТанНакРа, 2005. ISBN 954-9942-77-5.
- Владимиров, Георги. Дунавска България и Волжка България – формиране и промяна на културните модели /VII-XI в./.   София, Орбел, 2005. ISBN 978-954-496-075-9.
- Смирнов, А. П.
- Владимиров, Георги. Волжка България и Казанското ханство: строително изкуство и архитектура.   София, Тангра ТанНакРа ИК, 2006. ISBN 978-954-9942-91-0.
- Владимиров, Георги. Волжка България и Казанското ханство в географските карти на Средновековието и Новото време.   София, ВИ „Св. Георги Победоносец“, 2007. ISBN 978-954-509-381-4.
- Яруллина Ал-Булгари, Татяна. Волжка България и Европа: Историко-културологични очерци.   София, Огледало, 2009. ISBN 978-954-804-136-2.
- Алишев, Салям. Болгаро-казанские и золотоордынские отношения в XIII-XVI вв.   Казан, Татарское книжное издательство, 2009. ISBN 978-5-298-01841-8. (на руски)
- Город Болгар. Культура, искусство, торговля. Отв. ред. П. Н. Старостин. Сост. М. Д. Полубояринова. М., 2008.
- Владимиров, Георги. Златната Орда и българите.   София, ВИ „Св. Георги Победоносец“, 2009. ISBN 978-954-509-418-7.
- Владимиров, Георги. Другата България на Волга: изгубената цивилизация.   София, „Световна библиотека“, 2009. ISBN 978-954-574-004-6.
- Добрев, Петър. Стопанството и цивилизацията на Волжка България.   София, БАН, 2010. ISBN 978-954-3223-70-1.
- Абу-Али Ахмед Бен Омар Ибн-Даста. Известия о Хазарах, Буртасах, Болгарах, Мадьярах, Славянар и Руссах. Факсим. изд. Минск, 2010.
- Владимиров, Георги. Волжка България и Казанското ханство: предания и легенди на народите по Средна Волга.   Пловдив, Издателство „ЛЕТЕРА“, 2011. ISBN 978-954-516-946-5.
- Владимиров, Георги. Великата България на Волга през средните векове. София, Издателство „Просвета“, 2019, ISBN 978-954-01-3933-3.
- Владимиров, Георги. Българите на Волга. София, „Българска история“, 2024, ISBN 978-619-7688-35-1.